# Habrotrocha longicollis
Habrotrocha longicollis är en hjuldjursart som beskrevs av Bartos 1963. Habrotrocha longicollis ingår i släktet Habrotrocha och familjen Habrotrochidae. Inga underarter finns listade i Catalogue of Life.